# Харсикский сельский совет (Чернухинский район)
Харсикский сельский совет (укр. Харсіцька сільська рада) — входит в состав
Чернухинского района
Полтавской области
Украины.
Административный центр сельского совета находится в 
с. Харсики.

## Населённые пункты совета
- с. Харсики
- с. Бондари
- с. Нехристовка